# Yaracal
Yaracal  é uma cidade venezuelana, capital do município de Cacique Manaure.